# Lamothe-Landerron
Lamothe-Landerron  egy francia település Gironde megyében az Aquitania régióban. Lakosainak száma 1119 fő (2022. január 1.).

## Adminisztráció
Polgármesterek:
- 2008–2020  Michel Despujol

## Demográfia
| Lakosok száma | 943  | 958  | 1003 | 1070 | 1148 | 1199 | 1226 | 1166 | 1132 | 1119 |
|               | 1968 | 1982 | 1990 | 2006 | 2013 | 2015 | 2017 | 2019 | 2020 | 2022 |

## Látnivalók
- Saint-Martin-de-Serres templom a XII. századból

### Galéria

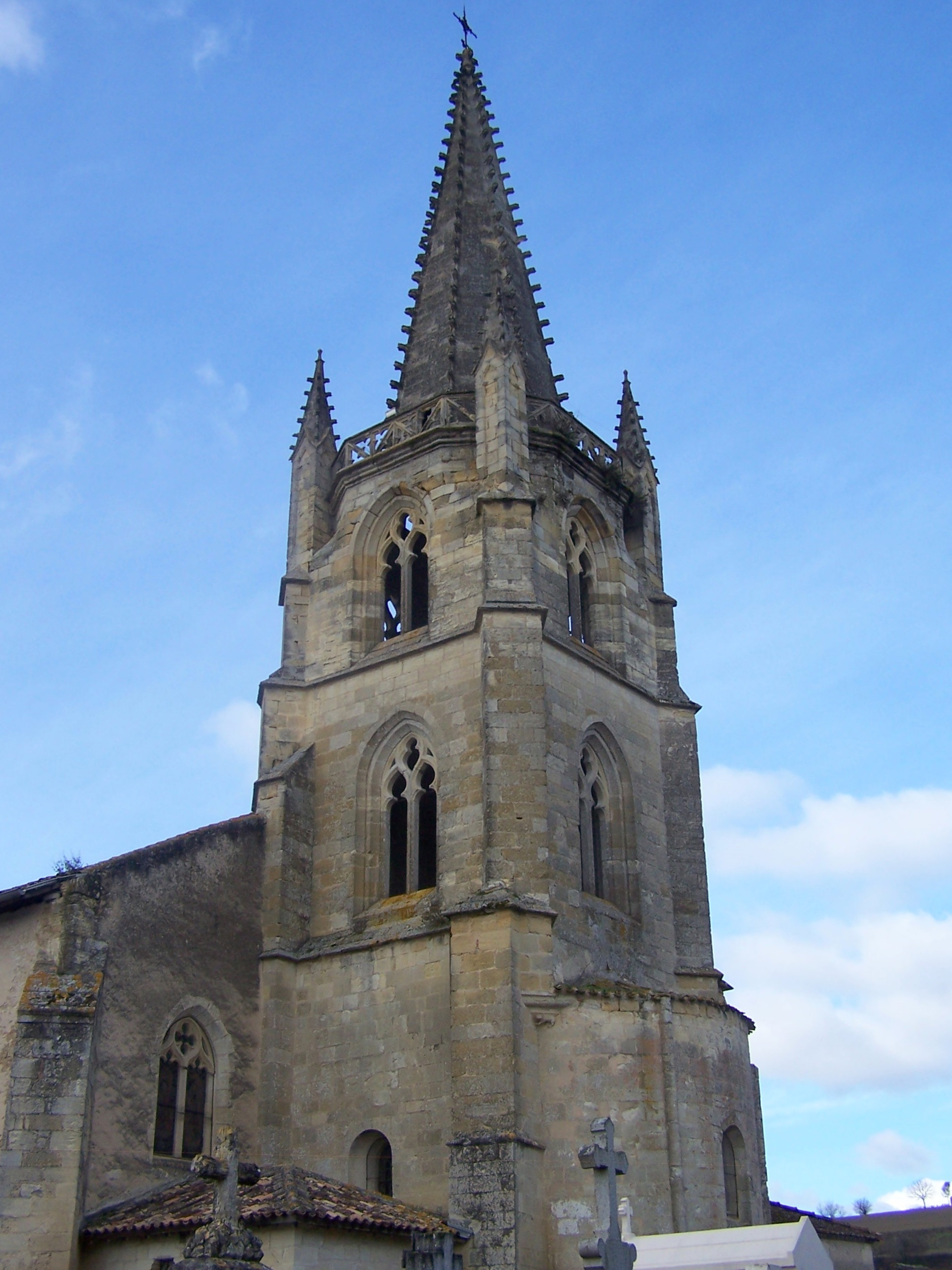
Saint-Martin
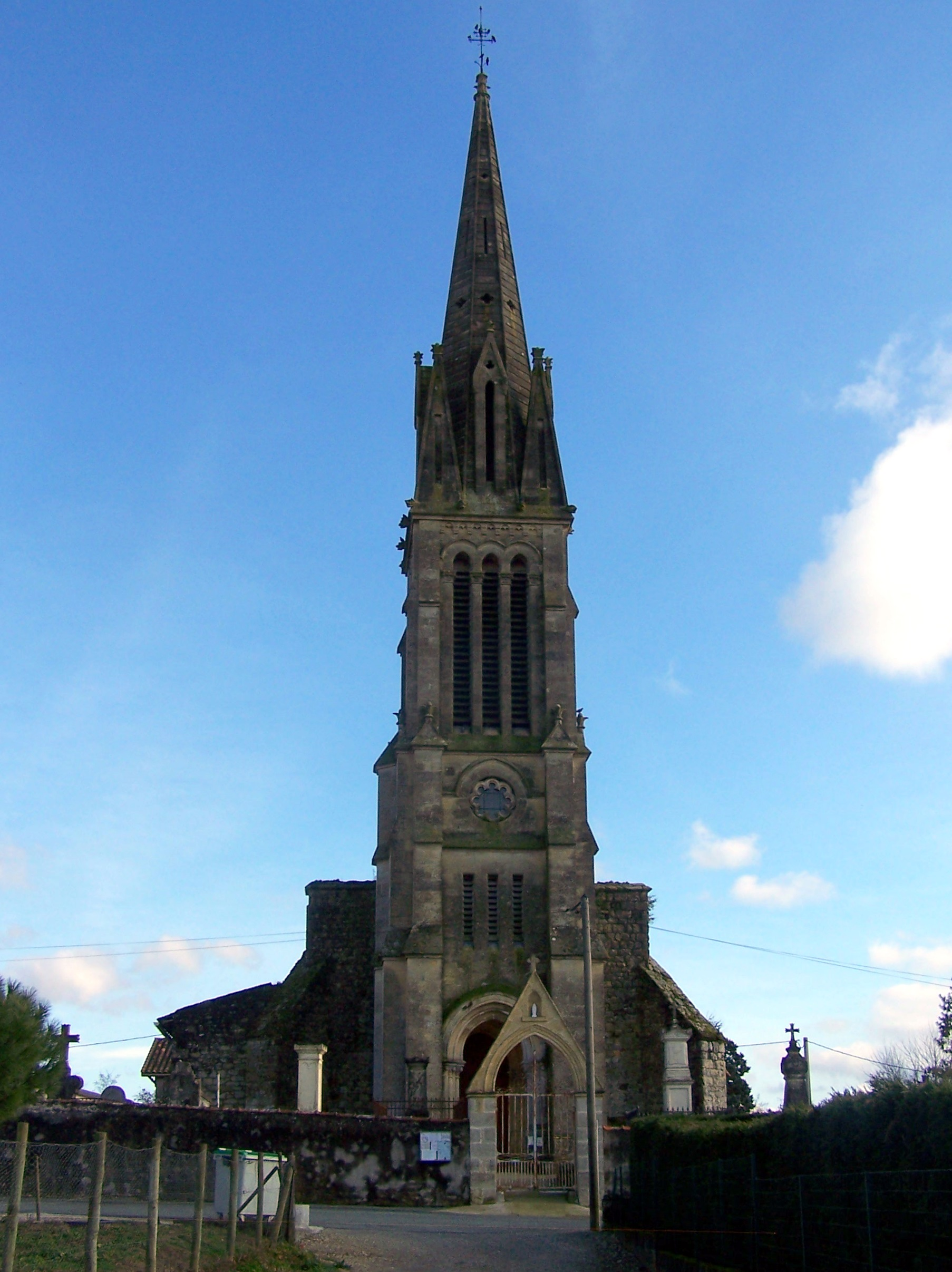
Saint-Albert
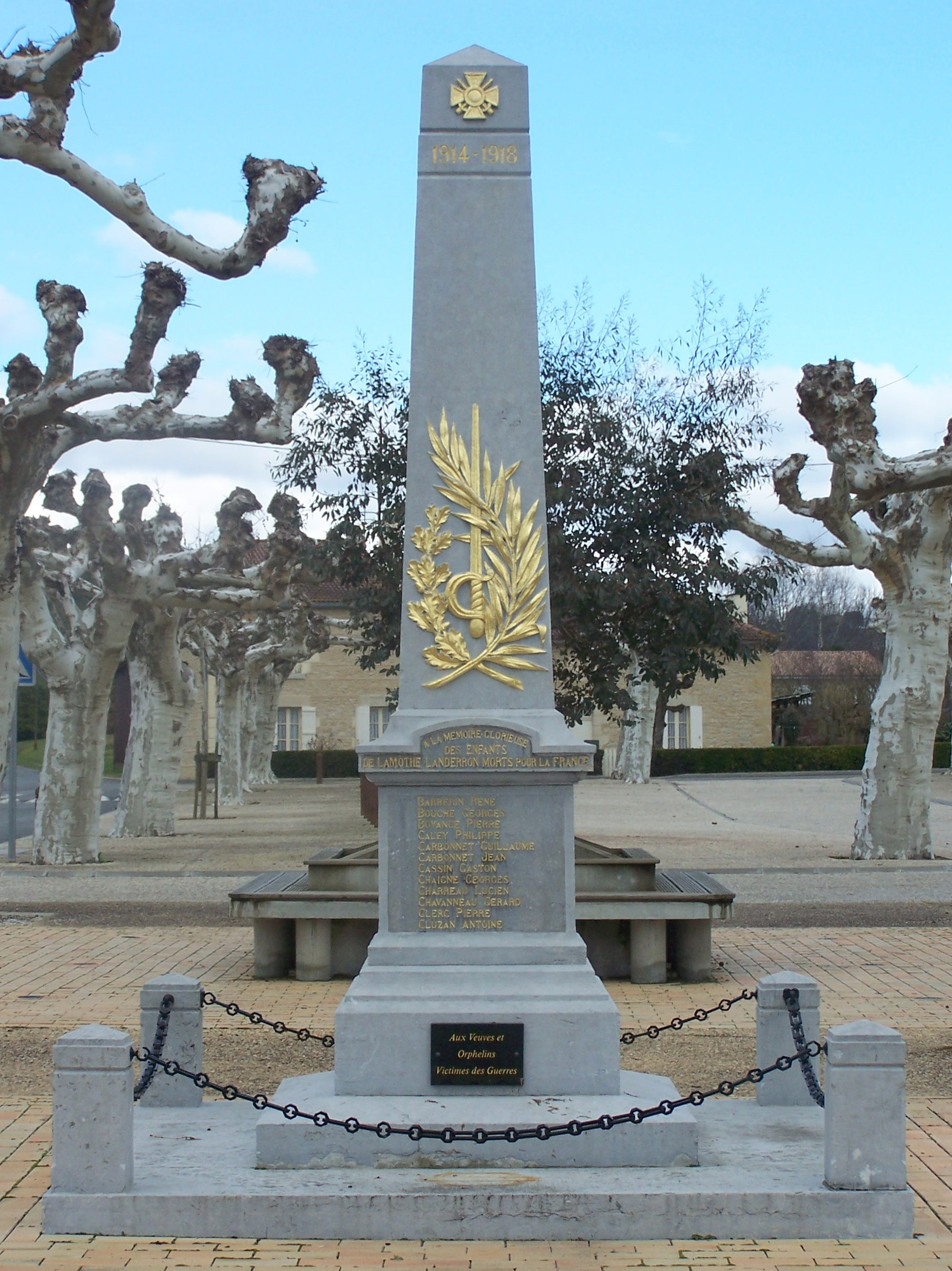
Emlékmű